# لیدی‌بنک
لیدی‌بنک (به انگلیسی: Ladybank) یک شهرک در اسکاتلند است که در فایف واقع شده‌است. لیدی‌بنک ۱٬۵۸۲ نفر جمعیت دارد.